# História do Pará

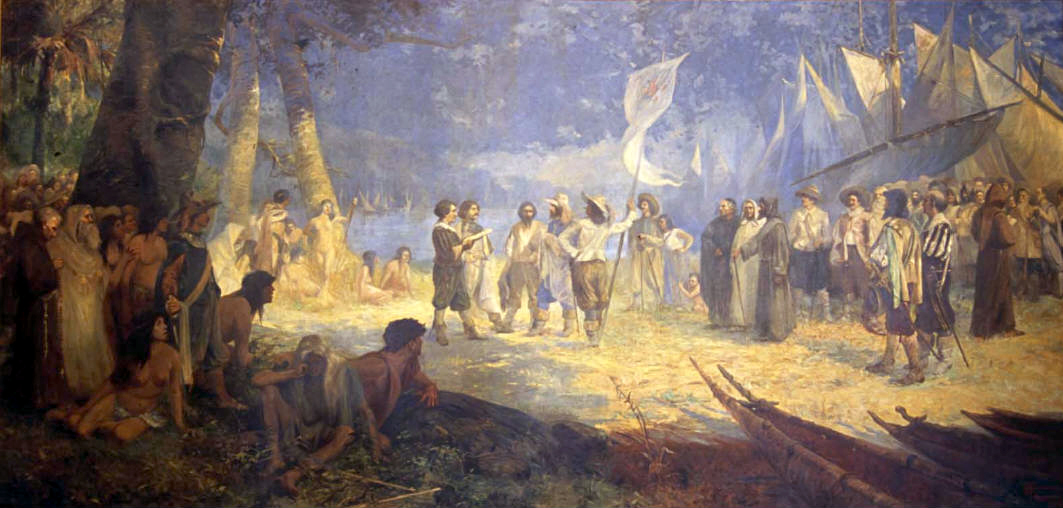
A conquista do Amazonas, 1907, Museu do Estado do Pará.

O Pará é uma das unidades federativas do Brasil localizada na região norte. Sua história remonta entre c. 12 mil a.C. e 3000 a.C. com a chegada dos povos Amanaiés, Anambés, Assurinis e Caiabis próximos a Ilha de Marajó e a região de Santarém. Durante a Colonização portuguesa do Brasil, a conquista do Pará só foi iniciada em 1616 com a construção do Forte do Castelo de Belém, pois até aquele momento, não existia controle de fato sobre o território do atual Pará. Sendo criado apenas posteriormente a 1616 o Estado do Grão-Pará e Maranhão, abrangendo um território do Maranhão até o Rio Negro, no Amazonas, no inicio, a região possuía a colonização bastante inativa comparada as demais regiões, mas foi propulsionada após a invasão francesa e o estabelecimento da França Equinocial. Era administrado diretamente pela Reino de Portugal, e não pela capital do Estado do Brasil, na época em Salvador. Apesar do Grão-Pará, ser a maior região, a capital do estado era São Luís no Maranhão, no Leste da colônia, o que fazia o Pará ser parte da jurisdição maranhense, até 1737, quando a capital da região virou Belém, que era uma cidade geograficamente estratégica pela sua relação com os diferentes rios da região, além de aproximar o interior do estado. O Estado do Grão-Pará e Maranhão foi dissolvido em Agosto de 1772 pelo Marquês de Pombal, Sebastião José de Carvalho e Melo, com a administração sendo dividida entre o Estado do Grão-Pará e Rio Negro e o Estado do Maranhão e Piauí.
Devido a importância geográfica, a autoridade e presença de Belém sobre a Amazônia, e os rios  no interior do atual Amazonas, só seria estabelecida de fato ao longo do Século XIX, pouco depois da anexação do Grão-Pará após a Guerra da Independência do Brasil, sendo a ultima região a integrar o território brasileiro. Ao longo do século XIX, o Pará passou por algumas revoltas como a Cabanagem de 1835, a Revolta do Ronco da Abelha em 1856, o Motim dos Sargentos de Belém de 1867, a Revolta de Juquiri em 1874 e por fim a Revolta do Cerco de Belém em 1892, durante Primeira República Brasileira. A economia regional se desenvolveu por ciclos econômicos. De todo modo, essa situação passou a mudar com o Ciclo da borracha na segunda metade do século XIX, em especial, a década de 1870, junto deste ciclo também aconteceu a migração nordestina, sendo mais intensa no interior.
Em 1889, com a proclamação da república, um dos desafios do governo republicano era tentar integrar o interior do estado a autoridade central, sendo a região novamente dividida, criando-se o estado contemporâneo do Pará e do Amazonas, na tentativa de facilitar a integração da Amazônia brasileira. Principalmente devido ao coronelismo, a família Chermont se tornou uma das principais protagonistas da política paraense durante os primeiros anos da república no estado. Com o auge do ciclo da borracha, a cidade de Belém iniciou um processo de avanços que ficou conhecido como belle époque paraense. A partir de 1912, o ciclo da borracha começou a diminuir, causando uma crise no estado, gerando tensões e eclodindo conflitos entre as familias que faziam parte da política do estado e a população em geral. Durante a Revolução de 1930, as principais oligarquias foram enfraquecidas, e um governador seria apontado pelo governo federal, até o Estado Novo, quando o federalismo seria formalmente abolido, fazendo o Pará, como uma administração e instituição, ser dissolvido até 1945 com a renuncia de Vargas e o fim do regime. Durante o Estado Novo, entre 1942 e 1945, o ciclo da borracha havia sido revivido temporariamente, devido a Segunda Guerra Mundial e a necessidade de abastecer os Aliados, com enfase para os Estados Unidos que se encontrava geograficamente mais próximo do Brasil. 
Desde 1946 o Pará se manteve em processo de desenvolvimento, procurando suprir a necessidade de  infraestrutura para toda sua extensão territorial, como a Rodovia Transamazônica durante a ditadura militar brasileira e o breve crescimento industrial e econômico do inicio dos anos 2000 nas principais cidades, e o aumento de garimpos ilegais e desmatamento.

## América Pré-Colombo

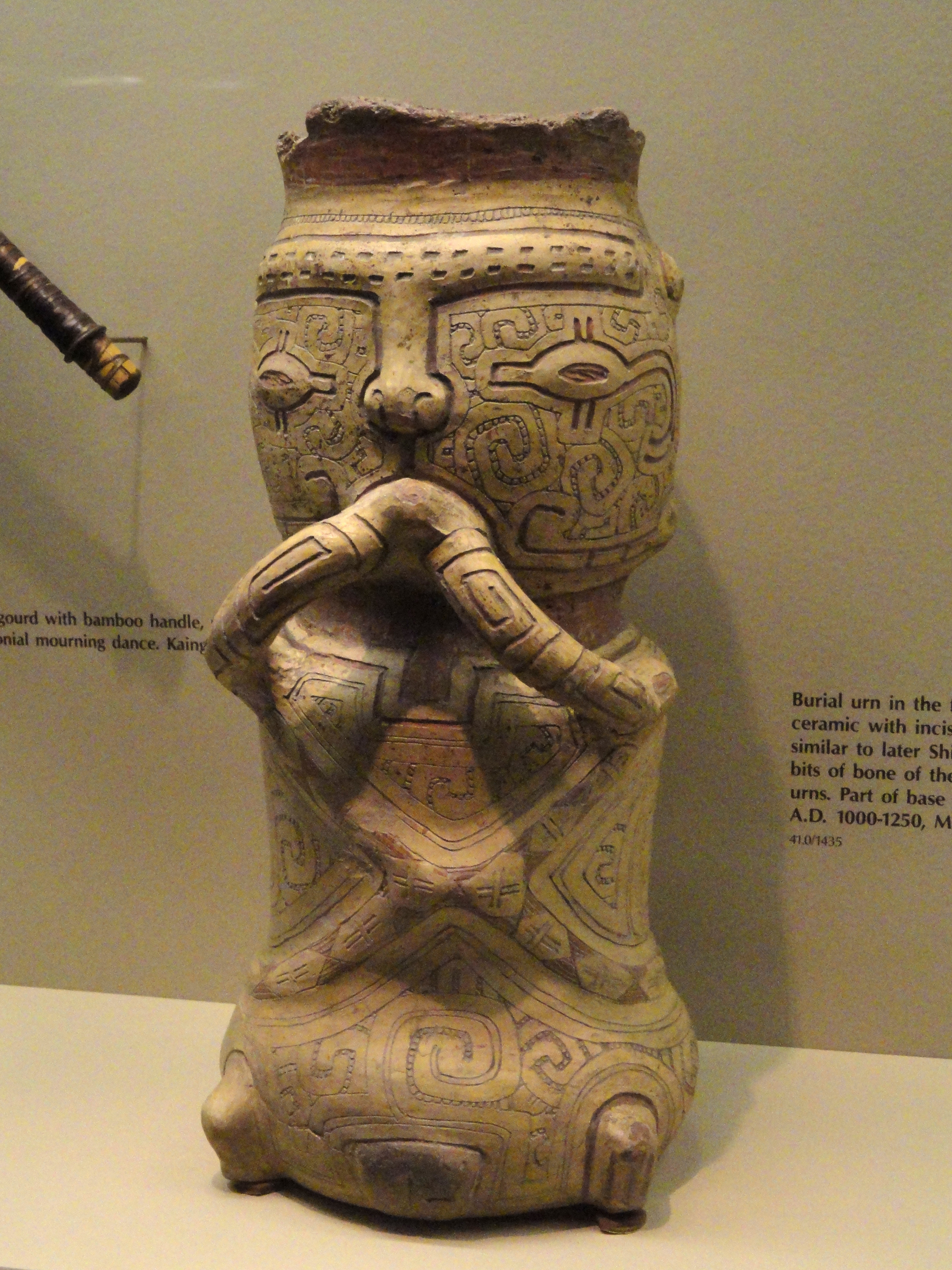
Urna funerária marajoara (1000-1250)

Os arqueólogos dividem os antigos habitantes da pré-história brasileira em três grupos, de acordo com o modo de vida e ferramentas. Assim, temos os povos: caçadores-coletores, do litoral e os agricultores. Estes grupos foram, posteriormente, denominados pelos colonizadores europeus como "índios" (povos indígenas).
Desde cerca de 12 mil a.C. a região da bacia amazônica já era habitada pelos caçadores-colectores. Na região do atual estado do Pará, os registros arqueológicos comprovam a presença humana real no arquipélago do Marajó (inicialmente região Marinatambal) e na região de Santarém (inicalmente aldeia de Tapajós) em 3 mil a.C.. E por volta do ano 1000 a.C. a 1000 d.C. floresceram as sociedades complexas/ civilização (caracterizada basicamente por construção de comunidades fixas), desde o Tapajós até a foz do rio Amazonas. Estas sociedades se destacavam pelo alto nível de hierarquia social, produção de cerâmica, os corantes, compostos medicinais naturais, praticavam a coivara (queimadas para limpar a terra) e a agricultura (particularmente a plantação de mandioca).
No Marajó, os agricultores habitavam em cabanas ou casas subterrâneas. A mais conhecida cultura deste grupo é a cerâmica marajoara, que possui decoração e tamanho peculiares. O período de 500 a 1300 foi o auge da cultura marajoara. A sociedade marajoara (termo global) subdividia-se em fases distintas de acordo com níveis de ocupação e desenvolvimento social: Ananatuba, Mangueiras, Formiga, Acauã, Alta Marajoara e, Aruã. Nas duas últimas, desenvolveu-se o que chama-se de civilização chamada de Cacicados Amazônidas. No período de 400 a 1400 d.C., principalmente na ilha do Marajó, essas sociedades indígenas levantavam suas casas sobre morros artificiais, estrutura elevada que protegia das inundações, chamados de teso.

## Ocupação portuguesa
Em 1500, o navegador e explorador espanhol Vicente Yañez Pinzón foi o primeiro europeu a passar pela foz do rio Amazonas no oceano Atlântico. Seguido em 26 de agosto de 1542, pelo também espanhol Francisco de Orellana, que chegou também à foz do Amazonas por via fluvial partindo da cidade equatoriana Quito. Em 28 de outubro de 1637, o português Pedro Teixeira partiu de Belém, foi até Quito e voltou, durante a expedição, ele fincou um marco de pedra na confluência dos rios Aguarico e Napo, na atual fronteira entre Equador e Peru, assegurando, para Portugal e, posteriormente, para o Brasil, a posse da maior parte da Amazônia, incluindo a totalidade do atual território paraense.

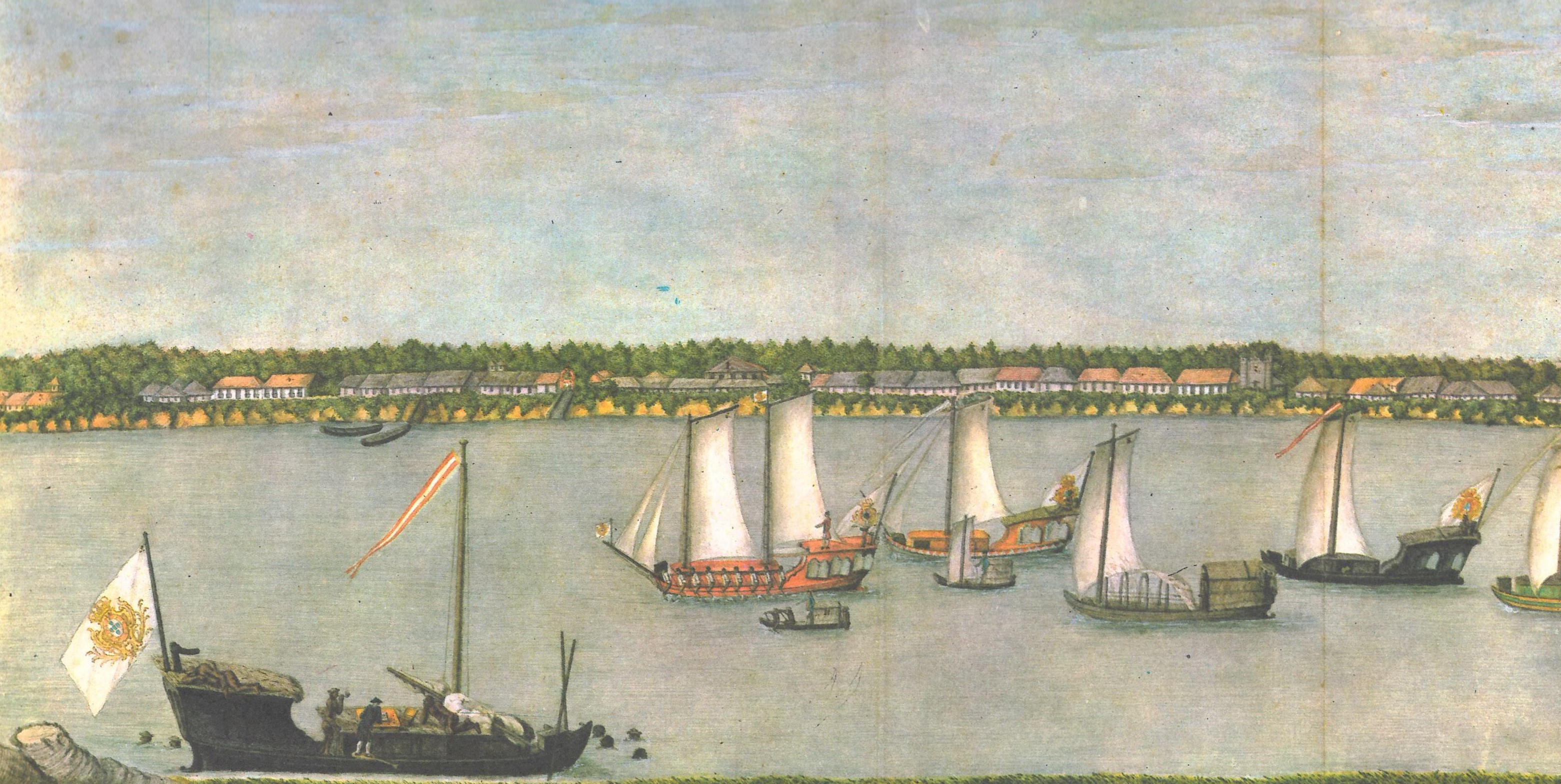
Vista da Vila de Cametá. Pará 1782. Ilustração da expedição de Alexandre Rodrigues Ferreira.

A Capitania do Grão-Pará, ou apenas Pará, tem sua origem no contexto da conquista do rio das Amazonas e da Amazônia Oriental em 1580, período de conflito com forças estrangeiras que disputavam as drogas do sertão. Primeiramente a região foi denominada com a terminologia Conquista do Pará, também conhecida como Império das Amazonas, contendo como entreposto o povoado colonial Feliz Lusitânia. O documento mais antigo que faz menção ao termo capitania, para denominar a região da conquista, é posterior ao ano de 1620. Por seguinte a legitimação do território como Capitania só ocorre em paralelo a criação do Estado do Maranhão, no ano de 1621. Em 1639, o povoado Feliz Lusitânia foi elevado à categoria de município com nome de Santa Maria de Belém do Pará ou Nossa Senhora de Belém do Grão Pará. Posteriormente, em 1751, a cidade de Belém se tornou a capital do Estado do Grão Pará e Maranhão.
Em 1774, com o fim do Estado do Grão Pará e Maranhão, a Capitania do Grão-Pará  passa a integrar o Estado do Brasil, subordinada ao vice-rei do Brasil, com sede no Rio de Janeiro.

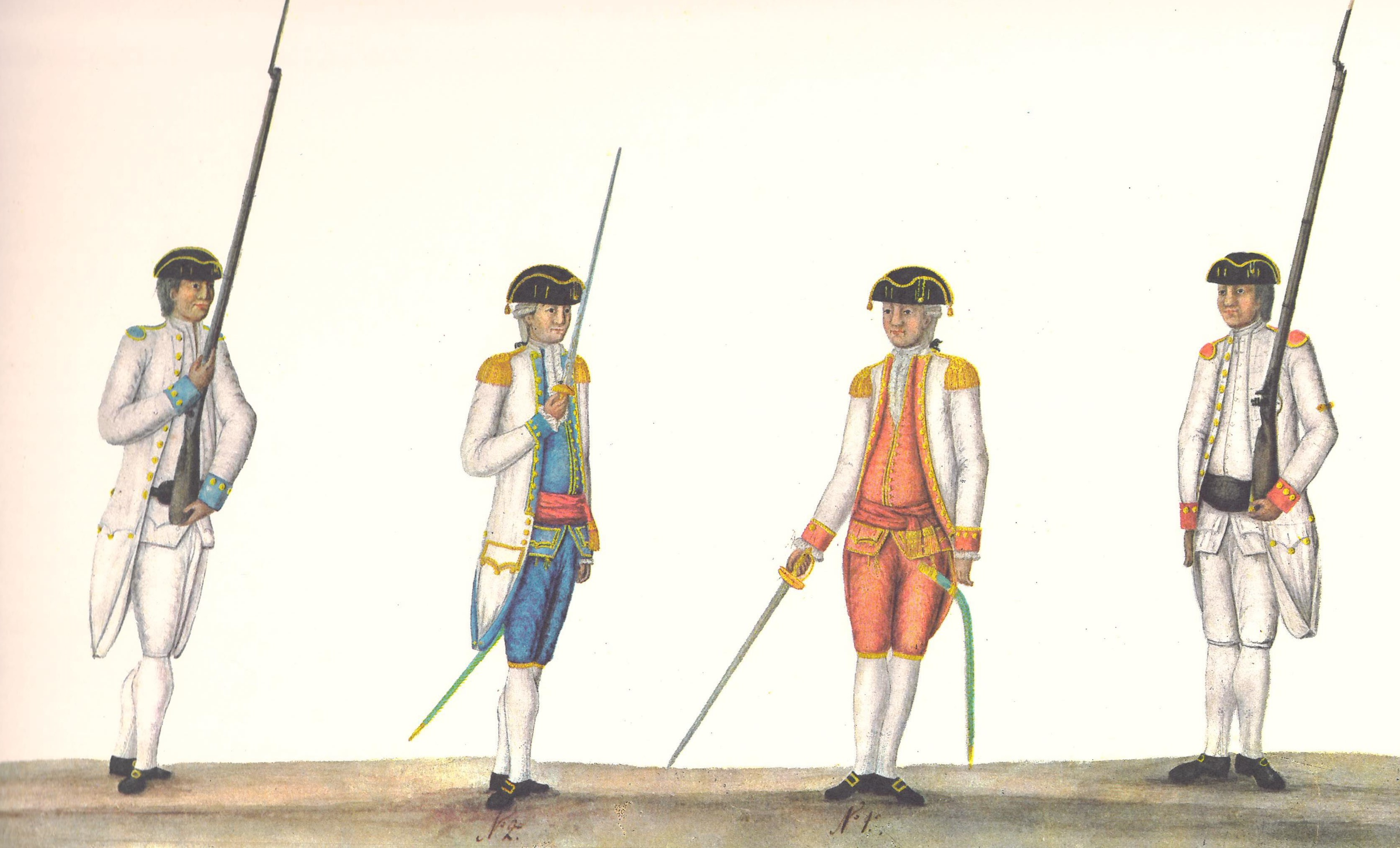
Uniformes militares dos Terços Auxiliares da Capitania do Grão Pará. 1782.

Nesta época o cacau nascia abundantemente na mata de modo natural, que a partir de 1678, uma ordem régia informou que o cacau manso deveria ser plantado na região. O arroz silvestre também nascia abundantemente, era usado no consumo interno (não adequado para exportação), também foram iniciadas plantações de arroz branco. O Pará também foi pioneiro na plantação de café no Brasil, desde a década de 1720, usando sementes e mudas da cidade de Caiena, assim na década de 1730, ocorreu a primeira exportação desde produto para Lisboa, no navio Santa Maria, uma pequena amostra da qualidade. Na década de 1750, a frota paraense levou a Lisboa um carregamento de 4835 arrobas de café, pois havia sido cultivados mais de dezessete mil pés (porém a atividade foi encerrada na década de 1860).
Alguns gêneros serviam como moeda de troca na exploração do trabalho e no comercio de mercadorias entre as cidades e as áreas rurais e aldeias; no século XVIII, o açúcar era a moeda de troca popular, junto com o cravo, cacau e o algodão. Considerando o comércio com Portugal, na contabilidade anual a metrópole sempre devia à colônia, pois a importava mais gêneros do que exportava ao porto de Belém. Assim durante muitos anos, a Capitania do Pará  movimentou fortemente a economia de Portugal.

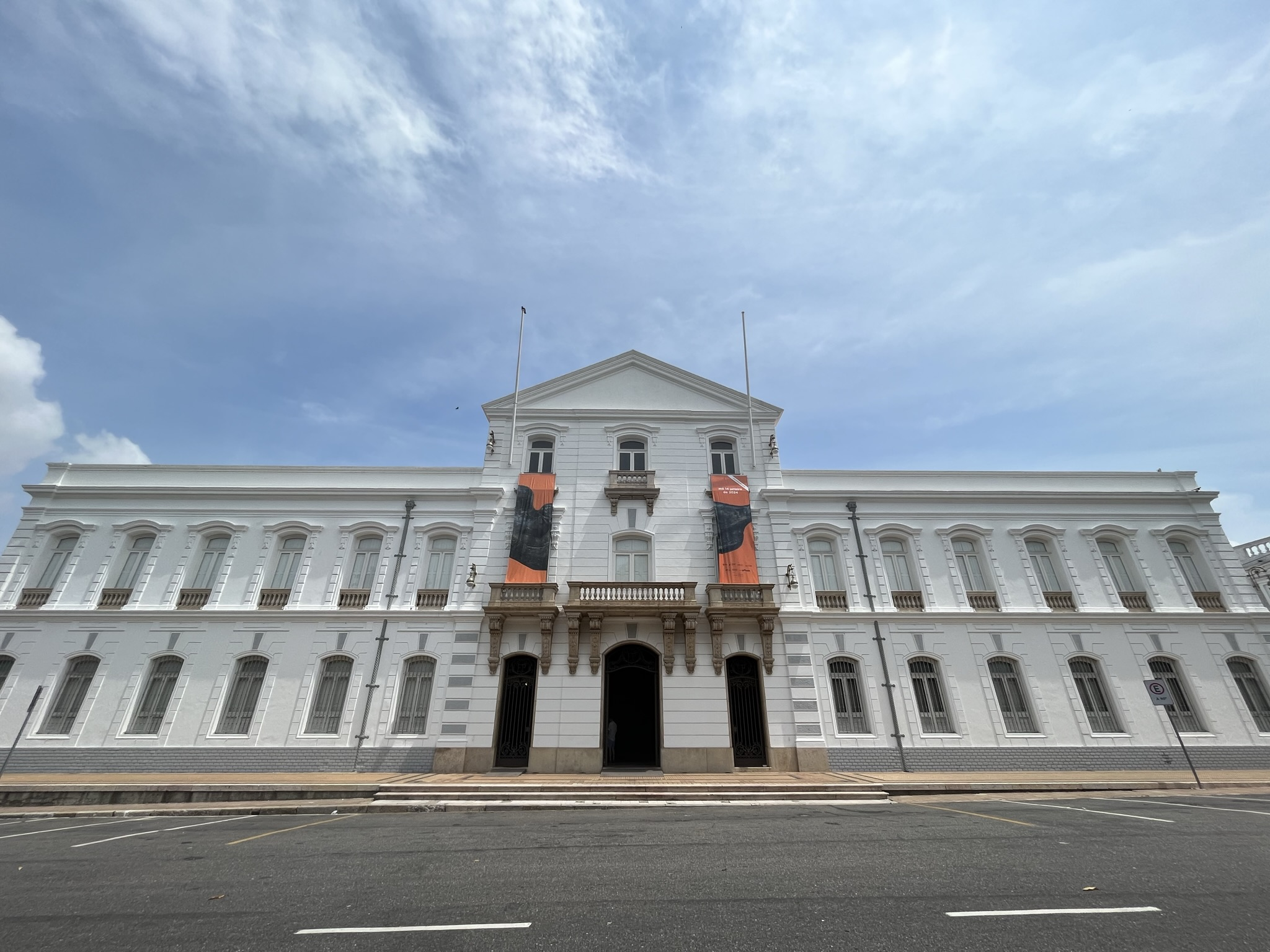
O Palácio dos Governadores (atual Palácio Lauro Sobre) foi construído entre 1680 e 1771, usado inicialmente como sede do governo. Atualmente é ocupado pelo Museu do Estado do Pará.

Na década de 1780, ocorre a criação de pequenas indústrias tecidos de algodão, cerâmicas e velas, manufatura de cordoalhas, manteiga de tartaruga e outras agriculturas como tabaco, milho, mandioca, cacau, arroz, algodão, cana-de-açúcar e a pecuária no vale do rio Branco. Em 1804, em Belém havia vários hortos com caneleiras plantadas na "Estrada das Caneleiras" (atual Avenida 16 de Novembro), com aproximadamente mil pés que forneciam de 200 arrobas ao ano.
Com a elevação do Estado do Brasil à Reino, em 1821 as capitanias passaram a ser denominadas de províncias. Em 1822, é proclamada a independência do Brasil do Reino Unido. O Estado do Grão-Pará e Rio Negro viveu um período de incerteza sobre se permaneceria unida a Portugal, juntar-se-ia ao Brasil ou se tornaria um país independente. Os paraenses criam, então, a 1ª Junta de Governo Independente. No período, houve repressão a movimentos rebeldes por parte das tropas fiéis a Portugal, e que também envolveram as províncias do Maranhão e Bahia. Somente em 15 de agosto de 1823, o Pará é finalmente integrado ao Brasil Independente.

## Língua geral setentrional e nheengatu
Através do Diretório de 1757 e do Alvará de 1758, o Marquês de Pombal proibiu o ensino formal da língua geral setentrional ou língua geral amazônica (na época a mais falada no Pará) nas escolas das ordens religiosas. Essa proibição do ensino da língua acelerou a transformação da língua geral setentrional no nheengatu. O nheengatu permaneceu como a língua mais falada no Pará até a seca de 1877, que levou, para a Amazônia, milhares de retirantes nordestinos falantes da língua portuguesa.

## Cabanagem
A Cabanagem, ou Revolta da Cabanagem, foi uma revolta popular que ocorreu na então Província do Grão-Pará entre 1835 e 1840, durante a regência de Diogo Antônio Feijó no Brasil, influenciada pela Revolução Francesa, tendo como líderes Félix Clemente Malcher, Antonio Vinagre, Francisco Pedro Vinagre, Eduardo Angelim e Vicente Ferreira de Paula. A revolta foi motivada pela extrema pobreza, fome e doenças que afetavam a população local, além do isolamento político e da forte influência portuguesa na região após a independência do Brasil em 1822, uma vez que o Pará aderiu à independência apenas em 1823.

## Ciclo da borracha

### Primeiro ciclo
A província não tinha uma atividade econômica de destaque até a década de 1880, quando iniciou o ciclo da borracha, período que muitos migrantes, principalmente da Região Nordeste do Brasil, devido a seca de 1877, chegaram na região para trabalhar na extração do látex. Durante quase quarenta anos, Belém do Pará viveu um crescimento econômico exponencial devido a exportação da matéria-prima para as indústrias no contexto da segunda revolução industrial. O período foi responsável por uma grande reforma e mordernização urbana na cidade. A província tornou-se estado com a proclamação da República do Brasil, em 15 de novembro de 1889. Na década de 1910, com 
o aumento da comercialização da borracha das colônias européias no sudeste asiático, e a baixa demanda pela borracha amazônica, o estado perdeu relevância econômica com queda da exportação desse produto.

### Segundo ciclo
Na Segunda Guerra Mundial, foi criado o Banco de Crédito da Borracha para incentivar a retomada da extração de látex para a exportação, com a demanda dos Estados Unidos, o que ficou conhecido como o Segundo Ciclo da Borracha. Na mesma época, o governo americano, interessado na localização estratégica de Belém, implantou importantes obras na capital, como o aeroporto, a vila militar e o Grande Hotel. Porém o segundo ciclo não durou muito, com a rendição do Japão e o fim dos interesses militares dos Estados Unidos, as colónias produtoras de borracha na Ásia voltam as mãos das potências européias, e novamente a procura pela borracha amazônica torna-se baixa, agravando a situação do estado que vinha perdendo relevância para a crescente indústria da região sudeste.

## Redescoberta nos anos 1950/1960
Por volta de 1960, o Pará foi "redescoberto": o presidente Juscelino Kubitschek construiu Brasília e, paralelamente, construiu rodovias radiais ligando diversas regiões do país à nova capital, sendo a rodovia Belém-Brasília uma delas. Mudou a temática de transportes no Pará e na Amazônia, que era quase completamente fluvial, passando a ser rodoviarista. Essa estrada facilitou o escoamento de produtos e pessoas em direção ao Distrito Federal e ao resto da nação.

## Colonização do sudeste paraense e a mineração em Carajás
Nos governos militares, foi propagandeada uma concepção de que a região Amazônica possuía um solo extremamente fértil (tese recentemente derrubada), sendo chamada de o "vazio demográfico", que deveria ser devastada e ocupada para produção agricola, ser o "celeiro agrícola da nação", para garantir a posse das terras ao Brasil e para amenizar conflitos por terras em outras regiões, com o lema "terras sem homens para homens sem terra".
Paralelamente, foram realizadas prospecções minerais no Sudeste do Pará (região que tem Marabá como cidade-polo), responsáveis por descobrirem as Reservas de Carajás: gigantescas reservas mineralógicas que deveriam ser exploradas.
Foi realizado um grande plano de colonização das terras que margeavam as estradas, na linha entre Belém e Brasília (Sudeste do Pará), onde foram implantadas agrovilas e rurópoles. Muitos migrantes foram atraídos, principalmente do Nordeste e do Sul do Brasil, porém fracassaram os planos de assentamento: os colonos abandonaram seus lotes e mudaram-se para as maiores cidades do Sudeste Paraense, ocasionando inchaço populacional, grilagem de terras, constituição de latifúndios, devastação, desterritorialização de populações tradicionais e corrida pelo ouro em Serra Pelada. O que foi um clima extremamente propício para que o Sudeste Paraense se  tornasse um local desflorestado, dominado por uma elite agrária, muito produtivo (de bens primários) e principalmente extremamente violento. Antes dos planos de colonização, o Pará tinha cerca de 80 municípios: agora são 143 municípios, quase todos criados no Sudeste do estado.
Nessa época (década de 1980), houve a construção da Usina Hidrelétrica de Tucuruí, que é a maior hidrelétrica 100% brasileira e que faz parte do plano de crescimento econômico da região: ela foi inaugurada pelo presidente João Figueiredo, servindo principalmente como fornecedora de energia a baixo custo para os grandes projetos minerais e secundariamente para a população comum do estado.

## Atualidade
O estado do Pará é a maior reserva mineralógica do mundo: onde atualmente a economia é baseada na exploração mineral, com 75% de todas as exportações paraenses sendo minério, principalmente com origem nas reservas da região de Carajás; tem-se 13% de madeira de origem principalmente no Sudeste Paraense; 10% de outros produtos (como a energia elétrica da hidroelétrica de Tucuruí), e; 2% de pimenta.
A capital paraense, Belém, é uma metrópole comparável a Belo Horizonte, Porto Alegre e, Brasília, com vôos diretos para a Europa, Miami e Caribe sem conexão em outras regiões brasileiras. Possuindo uma infraestrutura urbana herdada do Ciclo da Borracha, onde ocorrem frequentes booms imobiliários promovidos por grandes construtoras; a indústria estadual ainda fraca, sendo baseada na siderurgia para exportação, o setor primário de mineração e agropecuária é concentrada na região Sudeste do estado, sua rede de transportes valoriza o rodoviarismo, com pouco uso do fluviarismo, sendo este o maior potencial viário da Amazônia.

## Divisão territorial
O Estado pode ser dividido basicamente em três grandes áreas:
1. Nordeste Paraense: a menor região em território, com cerca de 22% do estado, onde estão situados os menores municípios do Pará em cobertura territorial e a capital do estado, que também é sua cidade-sede, é a décima maior cidade brasileira em número de habitantes, com uma população de 1 303.389 conforme Censo de 2022,  é a região mais populosa, onde a população é "tradicionalmente paraense" (origem luso-indígena). A região com a melhor qualidade de vida, que possui uma grande malha viária, maior presença do poder público, há pouca concentração fundiária, melhor infraestrutura para o turismo e, especializada no setor terciário de serviços e comércio. É dominada por uma elite ligada aos setores de comunicação, construção civil e supermercadista.
2. Sudeste Paraense: região que mais gera riquezas ao estado, tendo Marabá como cidade-sede cobrindo cerca de 25%, com um grande parque agromineral voltado para a exportação, é onde estão situadas as Reservas de Carajás e o maior número de latifúndios, a região do Bico do Papagaio tem a maior concentração de conflitos fundiários no Brasil. Onde apenas 20% da população é paraense, a região não para de receber migrantes, principalmente nordestinos empobrecidos devido à seca, visando a empregos simples, e fazendeiros sulistas emergentes visando à aquisição de terras para o agronegócio. Existe a previsão que serão mais um milhão nos próximos três anos, uma situação preocupante. Ainda com muitos conflitos no campo e dominada por uma elite aristocrática ligada a terra, essa região está quase toda devastada. Possui 1,3 milhões de habitantes e 14 milhões de cabeças de gado: mais de 10 cabeças de gado per capita.
3. Oeste do Pará: compreende mais da metade de todo o Estado, é a região menos povoada e menos populosa, que menos gera riqueza, onde a floresta amazônica está melhor preservada. Esta região compreende o centro, o sudoeste, o oeste e o noroeste do Pará, tem Santarém como cidade-polo. Tendo sua população tradicionalmente de paraenses, a região vem sofrendo recente crescimento econômico com o escoamento de soja produzida no Mato Grosso (maior produtor sojeiro do planeta) através da hidrovia Tapajós-Teles Pires e da rodovia Santarém-Cuiabá, o produto é transportado até o porto de Santarém, onde é embarcado diretamente para a exportação internacional. 5% de toda a soja exportada por Santarém já é de produção própria. A região é dominada por uma elite de comerciantes e de fazendeiros tradicionais e possui os maiores e menos habitados municípios do Pará, em extensão territorial, entre eles Altamira, que é o maior município do mundo.